# یواس‌اس اونونداگا (۱۸۶۳)
یواس‌اس اونونداگا (۱۸۶۳) (به انگلیسی: USS Onondaga (1863)) یک کشتی بود که طول آن ۲۲۶ فوت (۶۸٫۹ متر) بود. این کشتی در سال ۱۸۶۳ ساخته شد.